# Gia phả nhà Lincoln
Gia đình Lincoln bao gồm tất cả con cháu của Abraham Lincoln và Mary Todd Lincoln. Gia đình không còn người nối dõi kể từ khi người cháu cuối cùng còn sống, Robert Todd Lincoln Beckwith, mất ngày 24 tháng 12 năm 1985 mà không có người con nào. Có mười người con cháu của Lincoln được biết đến và chỉ có ba người có con; Robert Todd Lincoln, Mary "Mamie" Lincoln, và Jessie Harlan Lincoln.

## Cây gia phả nhà Lincoln
|                                |                                |                                |                                | Abraham Lincoln 1809-1865      | Abraham Lincoln 1809-1865      | Abraham Lincoln 1809-1865 | Abraham Lincoln 1809-1865 | Abraham Lincoln 1809-1865      | Abraham Lincoln 1809-1865      |                                |                                | Mary Todd Lincoln 1818-1882     | Mary Todd Lincoln 1818-1882     | Mary Todd Lincoln 1818-1882     | Mary Todd Lincoln 1818-1882     | Mary Todd Lincoln 1818-1882       | Mary Todd Lincoln 1818-1882       |                                   |                                   |                                        |                                        |                                        |                                        |                                        |                                        |                       |                       |                       |                       |  |  |  |  |  |  |  |  |  |  |  |  |  |  |  |  |
|                                |                                |                                |                                | Abraham Lincoln 1809-1865      | Abraham Lincoln 1809-1865      | Abraham Lincoln 1809-1865 | Abraham Lincoln 1809-1865 | Abraham Lincoln 1809-1865      | Abraham Lincoln 1809-1865      |                                |                                | Mary Todd Lincoln 1818-1882     | Mary Todd Lincoln 1818-1882     | Mary Todd Lincoln 1818-1882     | Mary Todd Lincoln 1818-1882     | Mary Todd Lincoln 1818-1882       | Mary Todd Lincoln 1818-1882       |                                   |                                   |                                        |                                        |                                        |                                        |                                        |                                        |                       |                       |                       |                       |  |  |  |  |  |  |  |  |  |  |  |  |  |  |  |  |
|                                |                                |                                |                                |                                |                                |                           |                           |                                |                                |                                |                                |                                 |                                 |                                 |                                 |                                   |                                   |                                   |                                   |                                        |                                        |                                        |                                        |                                        |                                        |                       |                       |                       |                       |  |  |  |  |  |  |  |  |  |  |  |  |  |  |  |  |
|                                |                                |                                |                                |                                |                                |                           |                           |                                |                                |                                |                                |                                 |                                 |                                 |                                 |                                   |                                   |                                   |                                   |                                        |                                        |                                        |                                        |                                        |                                        |                       |                       |                       |                       |  |  |  |  |  |  |  |  |  |  |  |  |  |  |  |  |
| Robert Todd Lincoln 1843-1926  | Robert Todd Lincoln 1843-1926  | Robert Todd Lincoln 1843-1926  | Robert Todd Lincoln 1843-1926  | Robert Todd Lincoln 1843-1926  | Robert Todd Lincoln 1843-1926  |                           |                           | Edward Baker Lincoln 1846-1850 | Edward Baker Lincoln 1846-1850 | Edward Baker Lincoln 1846-1850 | Edward Baker Lincoln 1846-1850 | Edward Baker Lincoln 1846-1850  | Edward Baker Lincoln 1846-1850  |                                 |                                 | William Wallace Lincoln 1850-1862 | William Wallace Lincoln 1850-1862 | William Wallace Lincoln 1850-1862 | William Wallace Lincoln 1850-1862 | William Wallace Lincoln 1850-1862      | William Wallace Lincoln 1850-1862      |                                        |                                        | Tad Lincoln 1853-1871                  | Tad Lincoln 1853-1871                  | Tad Lincoln 1853-1871 | Tad Lincoln 1853-1871 | Tad Lincoln 1853-1871 | Tad Lincoln 1853-1871 |  |  |  |  |  |  |  |  |  |  |  |  |  |  |  |  |
| Robert Todd Lincoln 1843-1926  | Robert Todd Lincoln 1843-1926  | Robert Todd Lincoln 1843-1926  | Robert Todd Lincoln 1843-1926  | Robert Todd Lincoln 1843-1926  | Robert Todd Lincoln 1843-1926  |                           |                           | Edward Baker Lincoln 1846-1850 | Edward Baker Lincoln 1846-1850 | Edward Baker Lincoln 1846-1850 | Edward Baker Lincoln 1846-1850 | Edward Baker Lincoln 1846-1850  | Edward Baker Lincoln 1846-1850  |                                 |                                 | William Wallace Lincoln 1850-1862 | William Wallace Lincoln 1850-1862 | William Wallace Lincoln 1850-1862 | William Wallace Lincoln 1850-1862 | William Wallace Lincoln 1850-1862      | William Wallace Lincoln 1850-1862      |                                        |                                        | Tad Lincoln 1853-1871                  | Tad Lincoln 1853-1871                  | Tad Lincoln 1853-1871 | Tad Lincoln 1853-1871 | Tad Lincoln 1853-1871 | Tad Lincoln 1853-1871 |  |  |  |  |  |  |  |  |  |  |  |  |  |  |  |  |
|                                |                                |                                |                                |                                |                                |                           |                           |                                |                                |                                |                                |                                 |                                 |                                 |                                 |                                   |                                   |                                   |                                   |                                        |                                        |                                        |                                        |                                        |                                        |                       |                       |                       |                       |  |  |  |  |  |  |  |  |  |  |  |  |  |  |  |  |
| Mary "Mamie" Lincoln 1869-1938 | Mary "Mamie" Lincoln 1869-1938 | Mary "Mamie" Lincoln 1869-1938 | Mary "Mamie" Lincoln 1869-1938 | Mary "Mamie" Lincoln 1869-1938 | Mary "Mamie" Lincoln 1869-1938 |                           |                           | Abraham Lincoln II 1873-1890   | Abraham Lincoln II 1873-1890   | Abraham Lincoln II 1873-1890   | Abraham Lincoln II 1873-1890   | Abraham Lincoln II 1873-1890    | Abraham Lincoln II 1873-1890    |                                 |                                 | Jessie Harlan Lincoln 1875-1948   | Jessie Harlan Lincoln 1875-1948   | Jessie Harlan Lincoln 1875-1948   | Jessie Harlan Lincoln 1875-1948   | Jessie Harlan Lincoln 1875-1948        | Jessie Harlan Lincoln 1875-1948        |                                        |                                        |                                        |                                        |                       |                       |                       |                       |  |  |  |  |  |  |  |  |  |  |  |  |  |  |  |  |
| Mary "Mamie" Lincoln 1869-1938 | Mary "Mamie" Lincoln 1869-1938 | Mary "Mamie" Lincoln 1869-1938 | Mary "Mamie" Lincoln 1869-1938 | Mary "Mamie" Lincoln 1869-1938 | Mary "Mamie" Lincoln 1869-1938 |                           |                           | Abraham Lincoln II 1873-1890   | Abraham Lincoln II 1873-1890   | Abraham Lincoln II 1873-1890   | Abraham Lincoln II 1873-1890   | Abraham Lincoln II 1873-1890    | Abraham Lincoln II 1873-1890    |                                 |                                 | Jessie Harlan Lincoln 1875-1948   | Jessie Harlan Lincoln 1875-1948   | Jessie Harlan Lincoln 1875-1948   | Jessie Harlan Lincoln 1875-1948   | Jessie Harlan Lincoln 1875-1948        | Jessie Harlan Lincoln 1875-1948        |                                        |                                        |                                        |                                        |                       |                       |                       |                       |  |  |  |  |  |  |  |  |  |  |  |  |  |  |  |  |
|                                |                                |                                |                                |                                |                                |                           |                           |                                |                                |                                |                                |                                 |                                 |                                 |                                 |                                   |                                   |                                   |                                   |                                        |                                        |                                        |                                        |                                        |                                        |                       |                       |                       |                       |  |  |  |  |  |  |  |  |  |  |  |  |  |  |  |  |
| Lincoln Isham 1892-1971        | Lincoln Isham 1892-1971        | Lincoln Isham 1892-1971        | Lincoln Isham 1892-1971        | Lincoln Isham 1892-1971        | Lincoln Isham 1892-1971        |                           |                           |                                |                                |                                |                                | Mary Lincoln Beckwith 1898-1975 | Mary Lincoln Beckwith 1898-1975 | Mary Lincoln Beckwith 1898-1975 | Mary Lincoln Beckwith 1898-1975 | Mary Lincoln Beckwith 1898-1975   | Mary Lincoln Beckwith 1898-1975   |                                   |                                   | Robert Todd Lincoln Beckwith 1904-1985 | Robert Todd Lincoln Beckwith 1904-1985 | Robert Todd Lincoln Beckwith 1904-1985 | Robert Todd Lincoln Beckwith 1904-1985 | Robert Todd Lincoln Beckwith 1904-1985 | Robert Todd Lincoln Beckwith 1904-1985 |                       |                       |                       |                       |  |  |  |  |  |  |  |  |  |  |  |  |  |  |  |  |